# هریس سوایدز
هَریس سِوایدز (به انگلیسی: Harris Savides؛ ۲۸ سپتامبر ۱۹۵۷ – ۹ اکتبر ۲۰۱۲) فیلم‌بردار اهل ایالات متحده آمریکا بود که بین سال‌های ۱۹۸۰ تا ۲۰۱۲ میلادی فعالیت می‌کرد.
سوایدز در سال ۲۰۰۳ میلادی، بابت فیلم‌برداریِ دو فیلمِ جری و فیل به کارگردانی گاس ون سنت، برندهٔ جایزه حلقه منتقدان فیلم نیویورک برای بهترین فیلمبرداری گردید و در سال ۲۰۰۷ میلادی نیز، بابت فیلم‌برداری فیلم گانگستر آمریکایی به کارگردانی ریدلی اسکات، نامزد دریافت جایزه بفتای بهترین فیلم‌برداری شد.

وی همکاری‌های متعددی با کارگردان هایی مثل گاس ون سنت، ریدلی اسکات، دیوید فینچر، نوآ بامباک و سوفیا کوپولا داشته‌است.

## گزیدهٔ آثار

### سینما
| سال تولید | نام                  | کارگردان      |
| ۱۹۹۶      | زندانیان بهشت        | فیل ژوانو     |
| ۱۹۹۷      | بازی                 | دیوید فینچر   |
| ۱۹۹۸      | ایلومیناتا           | جان تورتورو   |
| ۲۰۰۰      | یافتن فارستر         | گاس ون سنت    |
| ۲۰۰۰      | محوطه                | جیمز گری      |
| ۲۰۰۲      | جری                  | گاس ون سنت    |
| ۲۰۰۳      | فیل                  | گاس ون سنت    |
| ۲۰۰۴      | تولد                 | جاناتان گلیزر |
| ۲۰۰۵      | آخرین روزها          | گاس ون سنت    |
| ۲۰۰۷      | زودیاک               | دیوید فینچر   |
| ۲۰۰۷      | مارگو در مراسم عروسی | نوآ بامباک    |
| ۲۰۰۷      | گانگستر آمریکایی     | ریدلی اسکات   |
| ۲۰۰۸      | میلک                 | گاس ون سنت    |
| ۲۰۰۹      | هرچه نتیجه‌دار باشد   | وودی آلن      |
| ۲۰۱۰      | گرین‌برگ              | نوآ بامباک    |
| ۲۰۱۰      | یک جایی              | سوفیا کوپولا  |
| ۲۰۱۱      | بی‌قرار               | گاس ون سنت    |
| ۲۰۱۳      | حلقه بلینگ           | سوفیا کوپولا  |
| --------- | -------------------- | ------------- |

### موزیک ویدیو
| سال تولید | نام              | خواننده               | کارگردان     |
| ۱۹۹۳      | باران            | مدونا                 | مارک رومنک   |
| ۱۹۹۴      | تعظیم کن         | مدونا                 | مایکل هاوسمن |
| ۱۹۹۴      | نزدیک‌تر          | ناین اینچ نیلز        | مارک رومنک   |
| ۱۹۹۵      | قصه وقت خواب     | مدونا                 | مارک رومنک   |
| ۱۹۹۵      | جیغ              | مایکل جکسون جنت جکسون | مارک رومنک   |
| ۱۹۹۵      | طبیعت بشر        | مدونا                 | ژان موندینو  |
| ۱۹۹۷      | مجرم             | فیونا اپل             | مارک رومنک   |
| ۲۰۰۲      | روز دیگری بمیر   | مدونا                 | مت لیندبرگ   |
| ۲۰۰۵      | روزی خواهم فهمید | بریتنی اسپیرز         | مایکل هاوسمن |
| ۲۰۰۵      | سرعت صوت         | کلدپلی                | مارک رومنک   |
| --------- | ---------------- | --------------------- | ------------ |